# 피스코가비알리스

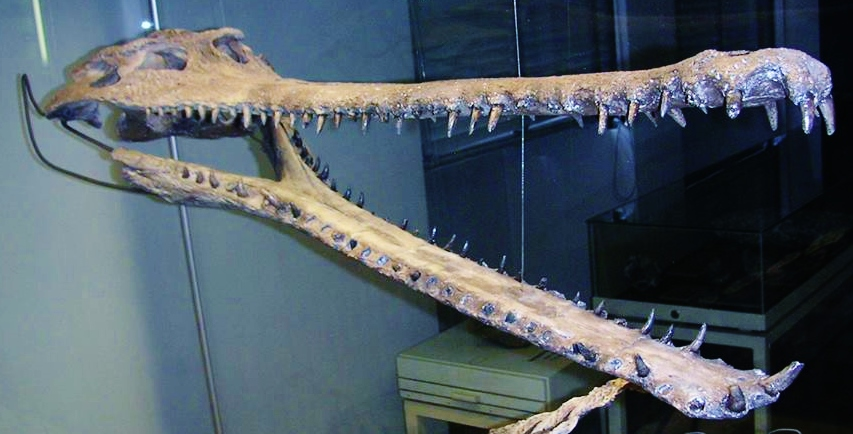

피스코가비알리스(학명:Piscogavialis jugaliperforatus)는 악어목 가비알과에 속하는 악어이다. 지금은 멸종된 악어로 몸길이가 7m인 거대한 악어이다.

## 특징
피스코가비알리스는 길고 넓찍하게 튀어나온 주둥이와 날카로운 이빨을 가진 것이 특징인 악어이다. 이것은 화석으로 발견이 된 척추 동물들의 높은 다양성을 설명하기에 충분하여 주목할만한 형성에서 나오는 1번째 파충류이다. 피스코가비알리스는 단일 표본으로만 알려져 있으며 가장 잘 보존된 가비아리드 물질의 일부를 나타내기도 한다. 두개골은 3차원으로 잘 보존이 되어서 거의 완벽하게 일치가 되며 두개골과 관련하여 하악골과 일부 두개골의 후두부 영역이 가지는 몇가지에 중요한 기능은 현생에서 살아가는 가비알과도 일치하다. 먹이로는 당대에 서식했던 포유류, 어류, 거북 등의 다양한 생물들을 먹이로 삼는 포식자로 군림했을 것으로 추정된다.

## 생존시기와 서식지와 화석의 발견
피스코가비알리스의 생존시기는 신생대의 마이오세와 플리오세로 지금으로부터 약 2000만년전~400만년전에 살았던 악어이다. 생존시기에는 주로 남아메리카 일대의 강과 태평양, 대서양의 연안에서 주로 서식했을 것으로 추정이 되며 강과 바다에서 모두 살 수가 있는 악어 중에 하나였다. 화석의 발견은 1998년에 페루 남부에 있는 마이오세와 플리오세에 걸쳐서 형성된 지층에서 최초로 고생물학자들에 의해 발견이 되었다.

## 같이 보기
- 악어
- 가비알과
- 파충류
- 화석